# Комана де Сус (Брашов)
Комана де Сус (рум. Comana de Sus) насеље је у Румунији у округу Брашов. Oпштина се налази на надморској висини од 508 m.

## Историја
Према државном шематизму православног клира Угарске 1846. године у месту "Фелсо-Комана" живело је 84 породице, са још придодатих 59 из филијале "Фелсо Венице". Православни парох је био поп Јован Команић, којем је помагао капелан поп Јован Барб.

## Становништво
Према подацима из 2002. године у насељу је живело 373 становника.

### Попис2002.
| Расподела становништва по националности 2002.‍ | Расподела становништва по националности 2002.‍ | Расподела становништва по националности 2002.‍ | Расподела становништва по националности 2002.‍ | Расподела становништва по националности 2002.‍ |
| --------------------------------------------- | --------------------------------------------- | --------------------------------------------- | --------------------------------------------- | --------------------------------------------- |
|                                               |                                               |                                               |                                               |                                               |
| Румуни                                        | Румуни                                        |                                               | 326                                           | 87,9%                                         |
| Роми                                          | Роми                                          |                                               | 45                                            | 12,1%                                         |